# Pirimetamin
Pirometamin je jedan od antagonista folne kiseline koji se koristi kao antimalarijalni agens ili sa sulfonamidom za tretma toksoplazmoze.

## Spoljašnje veze
|  | Molimo Vas, obratite pažnju na važno upozorenje u vezi sa temama iz oblasti medicine (zdravlja). |